# Kommissar Wallander: Die Brandmauer
Kommissar Wallander: Die Brandmauer ist ein von der BBC produzierter Kriminal-Fernsehfilm aus dem Jahr 2008 mit Kenneth Branagh in der Hauptrolle des Kommissars Kurt Wallander. Es handelt sich um die zweite Folge der ersten Staffel, also die insgesamt zweite Folge der Kommissar Wallander-Reihe und eine Verfilmung des Wallander-Romans Die Brandmauer von Henning Mankell.
Bereits im Jahr 2006 war der Roman unter dem Titel Die Brandmauer mit Rolf Lassgård in der Titelrolle verfilmt worden.

## Handlung
Als der Taxifahrer Johan Lundberg niedergestochen wird, werden die 16-jährige Eva Persson und die 18-jährige Sonja Hokberg gefasst, von denen Sonja Hokberg die Tat gesteht. Tatmotiv sollen 300 Kronen gewesen sein, die sie dem Taxifahrer geraubt haben. Die Mädchen sagen aus, sie hätten nach dem Pizzaessen ein Taxi gerufen, Johan Lundberg soll ein Zufallsopfer gewesen sein.
In der Zwischenzeit versucht Wallanders Ex-Frau, ihn zu erreichen. Sie will sich scheiden lassen und ihren neuen Partner Claas Henrik heiraten.
Da wird auf dem Marktplatz vor einem Geldautomat die Leiche von Tynnes Falk gefunden, der überraschend an einem Herzinfarkt gestorben sein soll. Svedberg findet heraus, dass ein Herzinfarkt unwahrscheinlich ist, da Falk für einen Versicherungsabschluss untersucht wurde und sein Herz in einem Topzustand war. Gleichzeitig erfährt Wallander, dass Johan Lundberg gestorben ist.
Während auf der Polizeistation das Computersystem umgestellt wird, schickt Linda ihrem Vater eine E-Mail mit seinem Profil, das sie auf einem Datingportal für ihn eingerichtet hat.
Als Wallander Sonja Hokberg mit dem Tod von Johan Lundberg konfrontieren will, muss er feststellen, dass sie aus ihrer Zelle verschwunden ist, weil das Sicherungssystem – wahrscheinlich begünstigt durch den Wechsel des Computersystems – ausgefallen ist. Laut ihrem Vater hat Sonja einen festen Freund namens Jonas Landahl. Dieser gibt an, dass er sie vor ein paar Tagen das letzte Mal gesehen hat.
Wallander bekommt auf dem Datingportal seine erste Antwort von einer Ella Lindfeld, mit der er sich wenig später verabredet.
Der Gutachter der Versicherung bestätigt, dass ein Herztod von Falk bei dem gesunden Zustand von Falks Herz extrem unwahrscheinlich ist. Auch Falks geschiedene Frau Marianne kann sich keinen Herztod vorstellen. Beide haben sich oft gesehen, weil sie ein gemeinsames Kind und keine neuen Partner haben. Tynnes Falk hat in der IT-Branche gearbeitet und war ihrer Aussage nach in letzter Zeit ziemlich umtriebig.
Bei der Verabredung lässt Ella Lindfeld Wallander abblitzen, weil er eine Dreiviertelstunde zu spät gekommen ist.
Da fällt in ganz Ystad plötzlich der Strom aus. Im Elektrizitätswerk wird eine verbrannte Leiche gefunden. Es handelt sich um Sonja, deren Armband gefunden wird. Laut Gerichtsmedizinerin war Sonjas Genick schon gebrochen, als sie mit dem Starkstromkabel im Elektrizitätswerk in Berührung kam. Wallander erfährt, dass Falks Leiche verschwunden ist.
Wallander bekommt von Ella eine Nachricht, die sich für ihre Überreaktion entschuldigt und ihn fragt, ob er Lust auf ein weiteres Treffen hat. Das Treffen zwischen den beiden verläuft ziemlich harmonisch.
Als Wallander Falks Wohnung durchsucht, findet er ein Notizbuch mit seltsamen Kürzeln; außerdem fällt ihm ein Foto von Falk und einem anderen Mann an der Wand auf.
Von Sonjas Vater erfährt Wallander, dass Sonja vor drei Jahren von Lundbergs Sohn vergewaltigt wurde. Er kam aber ungeschoren davon, weil Lundberg seinem Sohn ihm ein Alibi gegeben hat. Laut Sonjas Vater hat sie niemals einen Tynnes Falk erwähnt. Für die letzten 48 Stunden hat Lundbergs Sohn ein glaubwürdiges Alibi, kommt also nicht als ihr Mörder in Frage. Wallander ist sich sicher, dass Sonjas Tod etwas mit Falk zu tun hat.
Als Wallander Falks Wohnung aufsucht, stellt er fest, dass die Tür aufgebrochen wurde; zudem fehlen das Notizbuch und das Foto. Da wird auf Wallander geschossen. Laut Untersuchung handelt es sich um ein Dumdum-Geschoss. Wallander meint, dass das „CM“ in den Kürzeln im Notizbuch für „Geldautomat“ („Cash Maschine“) stand. Laut Falks Exfrau handelt es sich um den anderen Mann auf dem Foto um Kristian Suneson; beide haben gemeinsam Software in Afrika entwickelt. Sie konnte Suneson nicht leiden, weil er seltsame Ansichten hatte.
Da wird Falks Leiche am Strand gefunden; ihr wurden Füße und Hände abgehackt. Wallander und seine Kollegen untersuchen den Kellerraum, in dem Falk laut seiner Ex-Frau gearbeitet hat. Die Anordnung der dortigen Computer erinnert Wallander an die Computer von Sonjas Ex-Freund Jonas Landahl. Der Computerfreak Robert Modin, ein Bekannter von Wallander, schafft es, sich in die Computer zu hacken. In der Zwischenzeit findet die Polizei heraus, dass Jonas Landahls Leiche in einem Eiscrusher gelandet ist und sich in der Nähe sein Auto mit Gepäck befindet; anscheinend wollte er fliehen.
Beim nächsten Date mit Ella ist Wallander geistesabwesend. Er erzählt Ella von Sonja und ihrem Freund. Da taucht Robert Modin auf, weil er Wallander etwas Wichtiges mitteilen muss. Als beide weg sind, tätigt Ella einen Anruf und teilt ihrem Gesprächspartner den Namen Robert Modin mit. Robert Modin wiederum berichtet Wallander, dass es sich um einen Online-Angriff auf das europäische Bankensystem handelt. Sowas ist ein Jahr vorher schon mal passiert; damals gab man dem russischen Geheimdienst die Schuld. Diesmal scheint die Sache eine Nummer größer zu sein. Die vorbereiteten Programmcodes auf den Computern sollen keine Geldbeträge rauben, sondern die Computersysteme der Banken lahmlegen. Anscheinend soll der Großangriff um Mitternacht erfolgen; Wallander und seine Leute haben nur noch knappe drei Stunden Zeit, etwas zu unternehmen. Sonja, Landahl, Falk und Suneson haben so etwas wie eine Terrorzelle gebildet; der Taxifahrer war so etwas wie ein Zufallsopfer, weil Sonja auf Grund des Umsturzes, der bevorstand, die Gelegenheit sah, sich für die Vergewaltigung zu rächen und straffrei davonzukommen.
Da verschwindet Robert Modin. Martinsson weiß zu berichten, dass auf einem der Computerbildschirme die Nachricht erschien „Robert Modin, du bist erkannt“. Wallander findet Robert Modin bei sich zuhause; Robert erzählt, dass er mit einem Taxi geflüchtet ist und von einem blauen Lieferwagen verfolgt wurde. Außerdem sei der Angriff auf die Bankencomputer so programmiert, dass er durch irgendeinen banalen Auslöser von außen ausgelöst wird. Wallander nimmt die Verfolgung auf und findet den Lieferwagen in einem vernebelten Wald. Als er diesen durchsucht, bekommt er einen Anruf von Ella, während auf ihn geschossen wird. In dem Moment fährt jemand mit dem Lieferwagen davon.
Wallander erzählt in seinem Team von Ella und vermutet, dass sie auf ihn angesetzt wurde, um ihn auszuhorchen. Er ruft Ella, bei der zuhause gerade ein Mann ist, noch spät in der Nacht an und fragt sie, ob sie Lust auf einen Schlummertrunk hat. Zunächst versucht sie, höflich abzulehnen, wird aber von dem Mann bekräftigt, doch zuzusagen. Er beschwört sie, nicht schwach zu werden. Wallander lässt ihr Haus umstellen. Als Wallander ihr Haus betritt, findet er Ella angeschossen vor; sie stirbt unter seinen Händen. Als Wallander ihre Bankkarte findet, identifiziert er den Geldautomaten als Auslöser für den Computerangriff. Wallander fährt zum Bankautomaten. Kurz vor Mitternacht wird auf ihn geschossen. Wallander fährt den Angreifer – jenen Mann, der kurz zuvor bei Ella war und sie umgebracht hat – an und geht auf ihn los, um ihn vom Bankautomaten abzuhalten. Wallanders Kollegen kommen zu Hilfe und verhaften den Mann.
Als Wallander im vier Uhr früh noch im Büro sitzt und sich gedankenverloren Ellas Foto anschaut, holt Linda ihn nach Hause ab.

## Kritiken
„Routiniert-spannende (Fernseh-)Neuverfilmung eines Romans von Henning Mankell; der überzeugende britische Schauspieler Kenneth Branagh drückt dem Ermittler seinen ganz persönlichen Stempel auf. - Ab 16.“